# Radio Moldova Internațional
Radio Moldova Internațional (RMI) este serviciul extern al postului Radio Moldova. Fondat în 1992, RMI are menirea de a informa direct opinia publică despre realitatea politică, economică, socială și culturală din Republica Moldova. RMI emite prin Internet de luni până vineri programe informativ-publiciste de 30 minute, în limbile engleză, franceză, spaniolă, română și rusă.